# Відеоігри в Україні
Відеоігри в Україні з'явилися наприкінці 1970-х років. Їхня поява в Україні пов'язана з виробництвом гральних консолей і ПК, що були клонами зарубіжних пристроїв, для внутрішнього ринку СРСР. Ігри для ПК спершу цілком були розробками ентузіастів і не мали великого поширення. Культура відеоігор в Україні почала активно розвиватися в 1990-і роки, завдяки розпаду СРСР, після чого на ринку стали доступні зарубіжні ігрові пристрої та носії ігор.
Комерційно розроблятися не лише для внутрішнього споживача, а й для експорту, відеоігри в Україні почали в 1990-х роках, з появою перших студій. Згодом, у 2000-2010-х роках в Україні з'явилося декілька відомих відеоігрових серій. До 2010-х більшість відеоігор, які розроблялися чи поширювалися в Україні, були російськомовними. Частка ігор, які одразу ж при випуску мають україномовну локалізацію чи локалізовані пізніше, поступово зростає.

## Загальний огляд
Дослідження української відеоігрової індустрії тривалий час не проводилися, попри популярність ігор, розроблених в Україні. Питання почало підніматися тільки в другій половині 2000-х. Почасти це спричинялося засекреченням українськими розробниками інформації, особливо щодо вартості своїх проєктів. Але не було таємницею, що створення відеоігор в Україні в рази дешевше, ніж у США і Західній Європі. В нашій країні виконувалися різноманітні замовлення, за винятком озвучування і анімації захопленням руху акторів. Підставою цього називалися вимоги ринку і відсутність потрібних технологій. Обсяг українського ринку відеоігор у 2013 році став найбільшим за всю історію, склавши 300 млн доларів США. Однак, більша частина прибутків перепадає зарубіжним видавцям. Деякі видання називають відеоігри головним культурним експортом України на Захід.
Основні українські компанії, що займаються відеоіграми: GSC Game World, Best Way, Action Forms, 4A Games, N-Game Studios, Меридиан'93, Frogwares, Boolat Game Development Company, Dereza Production Studio, PershaStudia, Cyber Light Game Studio, Deep Shadows. Лідером за кількістю студій-розробників є місто Київ.

## Історія

### Зародження:1970-і,1980-іта1990-ті роки
Перші відеоігри в Україні з'явилися в часи СРСР. Радянський та ранній пострадянський періоди розвитку українських відеоігор відрізнялися від американського, західноєвропейського чи японського, оскільки ринок був закритий і користувався ігровими пристроями місцевого виробництва. Попередниками відеоігор були механічні та електромеханічні ігрові автомати, що з'явилися в 1970-і роки. Поява власне відеоігор в СРСР пов'язана з розробкою консолей-клонів Atari Pong, а потім Game & Watch. Так, у 1978 у Львові було створено ігрову систему «Палестра-02», що підмикалася до телевізора та містила декілька вбудованих ігор. Ігри для ПК були слабко розвинені в СРСР. Персональні комп'ютери нерідко збиралися ентузіастами з окремих деталей завдяки розвиненій культурі радіолюбителів, тоді як готові серійні моделі були надто дорогі для пересічних споживачів. Створювати та запускати відеоігри дозволяли ПК радянського виробництва, що були здебільшого клонами ZX Spectrum: «Львов», «Робик», «Урал». Однак, коли вони з'явилися на ринку в другій половині 1980-х, вони вже були застарілі. Ігри писалися користувачами власноруч і не були відомі широкому загалу. На статус найдавнішої відеогри для ПК, створеної в Україні, претендує Space Games (1987), створена львівськими програмістами для «Радио-86РК», з російськомовним текстом, що нагадує Computer Space.
Ранні ігри для ПК, створені в Україні, спершу були клонами зарубіжних: «Пригоди піонерки Ксені» (1991, на основі Captain Comic 1988 року), «Капітошка» (на основі Dizzy). «Пригоди піонерки Ксені» примітні тим, що гра одразу мала україномовний текст. А найдавнішою грою з українським перекладом був безіменний клон Pac-Man, створений у 1988—1989 роках, і ймовірно перекладений українськими студентами.

Після розпаду СРСР виробництво ігрових автоматів переорієнтувалося на азартні гри. Натомість на ринку з'явилися зарубіжні ігрові консолі та ПК, хоча вони були надто дорогі для більшості. Провідним дистриб'ютором консолей на пострадянському просторі стала російська компанія Steepler, яка поширювала приставку Dendy — тайванський клон NES.

Admiral Sea Battles (1996)

У 1993 році було створено студію Меридиан'93. Саме вони створила першу комерційну українську гру — Admiral Sea Battles, присвячену морським боям. Дмитро Прокопов розробив концепт гри, написав сценарій та працював над графікою. У створенні концепту також брав участь програміст проєкту Андрій Дорощук, а графікою також займався Віктор Силак. Музику написав Андрій Василенко. Усі вони потім працювали і над двома наступними проєктами команди: Ancient Conquest та Submarine Titans. А Дорощук, Силак і ще два програмісти з команди, Григорій Підгірний та Артем Кулаков, у складі The Creative Assembly Australia пізніше взяли участь у розробці таких стратегій, як Medieval II: Total War та Stormrise.
На виставці в Гамбурзі, куди розробники поїхали презентувати свою гру, вони познайомилися з представниками німецької компанії Koch Media (згодом вона створила спеціальний лейбл Deep Silver для видавництва відеоігор). В результаті співпраці німці займалися видавництвом та дистрибуцією продукції Meridian'93 на Заході. Зокрема стали дистриб'юторами Admiral Sea Battles у Німеччині. Реліз відбувся 30 вересня 1996 року.

### Перші хіти:2000-ні роки
У 2001 році вийшла перша частина серії Козаки — Європейські війни, розроблена студією GSC Game World. Задумка створити гру Козаки з'явилась у 1997 році, коли вийшла Age of Empires, розробляти гру почали в 1998 році. 17-18 століття були вибрані тому, що найімовірніше для продовження Age of Empires було б вибране середньовіччя і Козаки вийшли б її логічним продовженням, а не конкурентом. Спочатку в Козаках мало бути протистояння України і Росії, а всього націй мало бути 4: українці, росіяни, європейці і османи. Продаватись гра мала на вітчизняному ринку. Після виставки MILIA в Канах, де демо-версія Козаків отримала хороші відгуки від авторитетних людей, пов'язаних з створенням і видавництвом відеоігор, було ухвалено рішення збільшити кількість націй до 16 і видавати гру по всьому світі. Для того, щоб можна було відтворювати на карті тисячі юнітів, був вибраний 2D варіант графіки.
Наступного року вийшло продовження серії — Козаки: Знову війна.
У середині десятиліття з'явились ігри: The Adventures of Sherlock Holmes, Вівісектор: Звір усередині, Козаки 2: Наполеонівські війни, У тилу ворога, Анабіоз: Сон розуму і У тилу ворога 2.

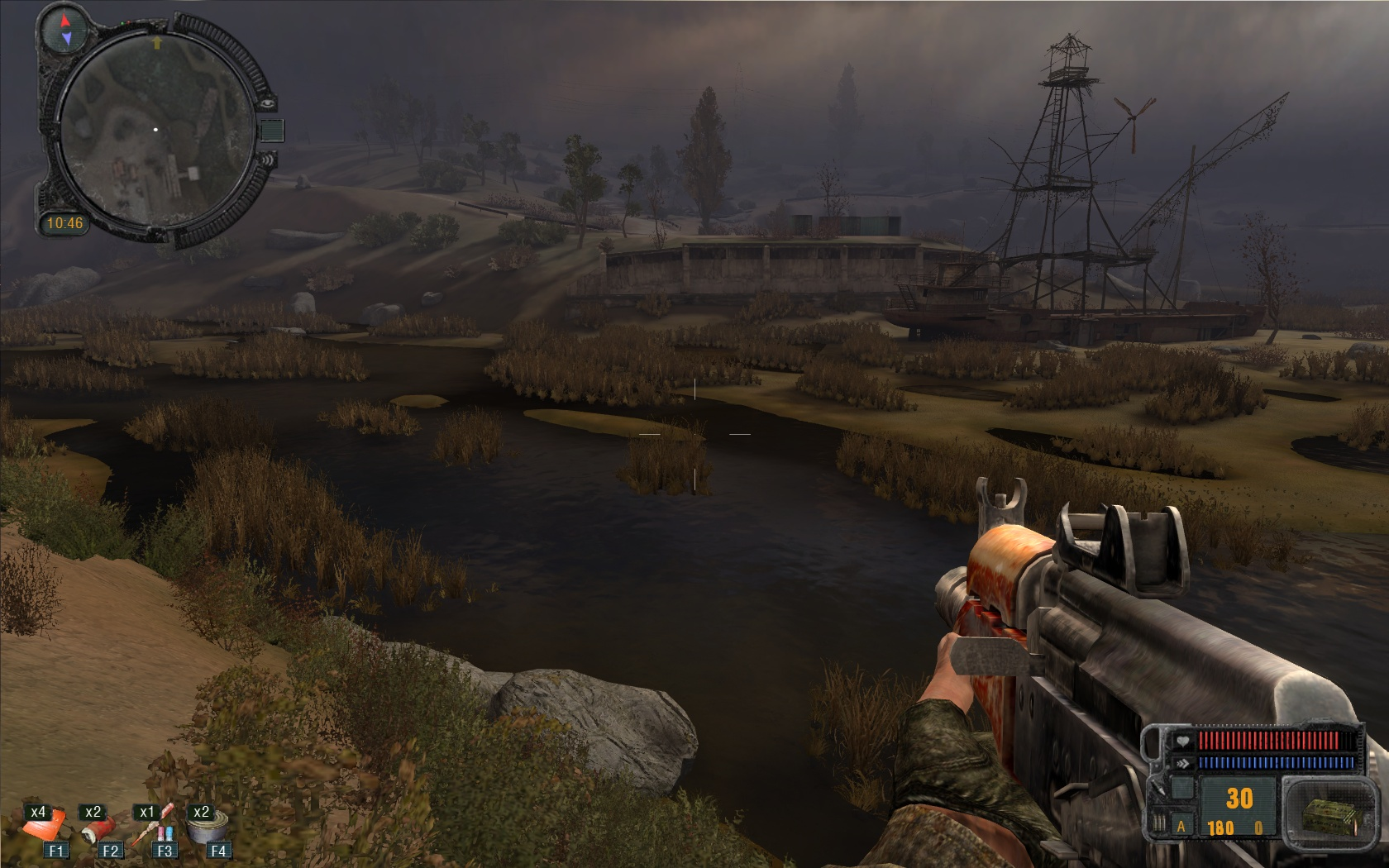
S.T.A.L.K.E.R.: Поклик Прип'яті (2009)

Справжнім проривом стала серія S.T.A.L.K.E.R., розроблена GSC Game World. Перша частина вийшла у 2007 році і мала назву Тінь Чорнобиля. Вона розроблялася 6 років. Згодом за грою з'являлися книги і фільми. Дія гри відбувається в альтернативній реальності, де 14 квітня 2008 року (тут є суперечність — в самій грі згадується дата 12 квітня 2008, а на офіційному сайті — 12 квітня 2006) відбувся другий вибух на території Чорнобильської атомної електростанції. Згодом з'явився приквел гри — S.T.A.L.K.E.R.: Чисте небо.В 2009 році вийшла ще одна частина S.T.A.L.K.E.R. Поклик Прип'яті 

### Розвиток:2010-ті роки

We Are The Dwarves (2016)

У 2010 студія 4A Games випустила гру Metro 2033. Студія була заснована колишніми співробітниками GSC Game World, що покинули її за рік до випуску S.T.A.L.K.E.R.: Тінь Чорнобиля, зокрема Олесем Шишковцевим і Олександром Максимчуком — програмістами, що взяли участь у розробці рушія X-Ray, який застосовувався в серії ігор S.T.A.L.K.E.R.. Гра використовує багатоплатформний рушій 4A Engine, який переноситься на Xbox 360, PlayStation 3 та Microsoft Windows. Існують суперечки чи заснований цей рушій на передвипускній версії X-Ray (як це стверджує Сергій Григорович, засновник, GSC Game World, а також користувачі, що бачили скріншоти 4A Engine SDK, відмічаючи візуальну подібність, спільні ресурси і технічні зміни передвипускного демо 4A Engine, зроблені після скандалу з GSC Game World), або він є власною розробкою (за твердженнями 4A Games та Олеся Шишковцева зокрема, який стверджує, що немислимо переробляти рушій X-ray для підтримки гральних консолей). 4A Engine використовує підтримку Nvidia PhysX, покращений штучний інтелект (ШІ), а також консольний SDK для Xbox 360. ПК-версія включає в себе підтримку DirectX 11 і описується як «любовне повідомлення ПК-гравцям» завдяки рішенню розробників «зробити ПК-версію [особливо] феноменальною».
22 жовтня 2009 компанія THQ офіційно оголосила про те, що саме вона буде видавцем гри «Metro 2033». Було заявлено, що гра вийде на початку 2010 року для ПК і Xbox 360. Разом з цією заявою вийшов ігровий трейлер.
2 листопада 2008—2009 року російський видавець і локалізатор компанія «Акелла» оголосила про підписання договору з THQ про видання «Метро 2033» на території Росії і країн СНД.

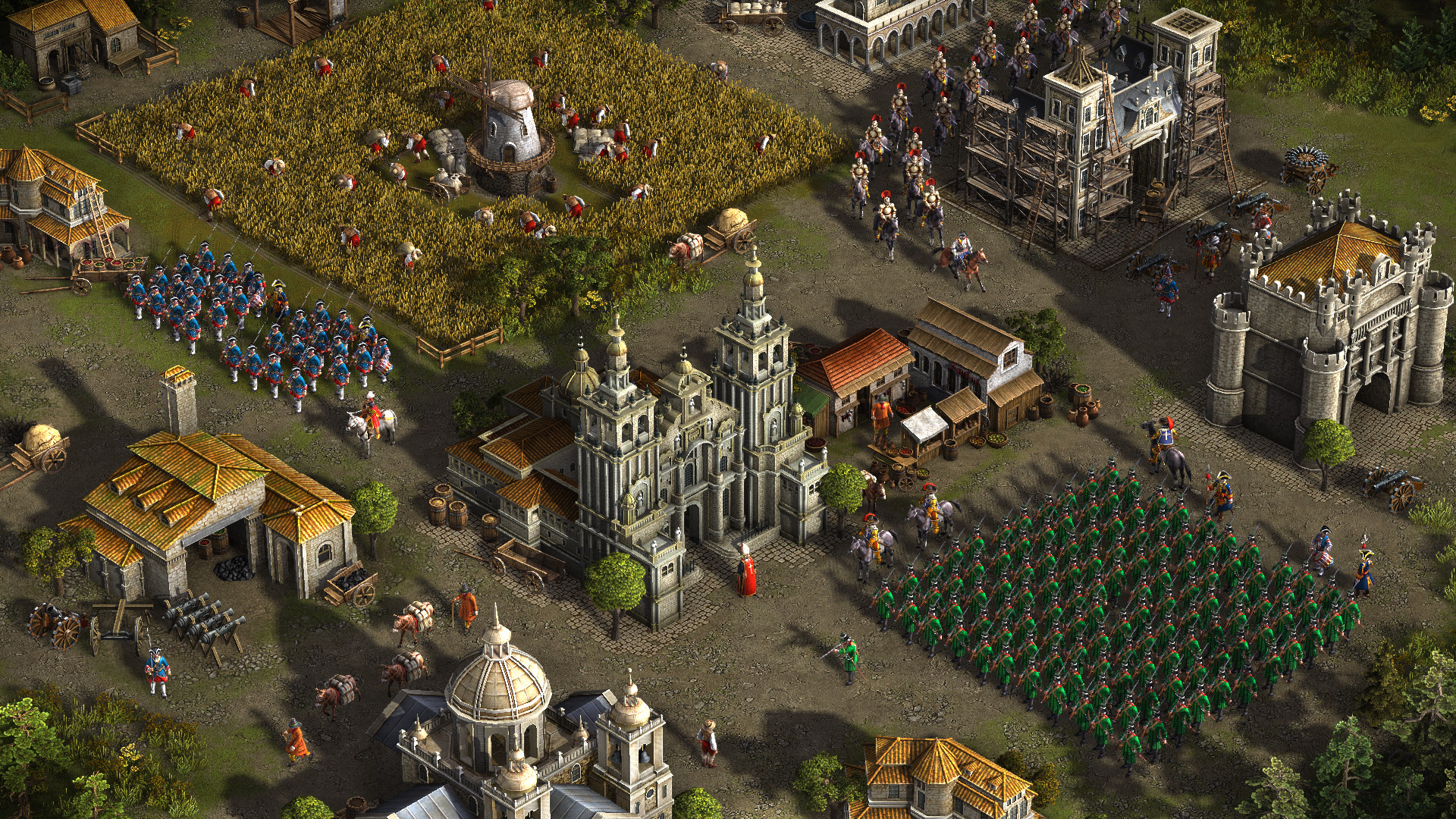
Козаки 3

У 2016 році вийшли Козаки 3. Розробка почалася наприкінці 2014 року, коли студія GSC Game World оголосила про повернення в ігрову індустрію, анонсувавши розробку нового проєкту. 18 травня 2015 року стало відомо, що це буде «Козаки 3». Ідея створення нових «Козаків» існувала в розробників тривалий час і вони сподівалися колись відродити серію. За словами Євгена Григоровича: «Багато в чому, це почуття подібне до патріотизму: хочеться зробити національну гру, яка асоціюється з Україною, довести ще раз, що саме Україна може зробити продукт світового рівня. Коли європейці вивчають історію в школі, для них українські козаки — хтось на кшталт „європейських самураїв“, якісь фентезійні персонажі, але при цьому — історично достовірні. Це — яскравий героїчний образ для просування української культури на Заході.» Біля 2012 накопичилася критична кількість ідей, почалася підготовка документів, описів бачення того, як повинна виглядати і розвиватися гра, встановилися приблизні терміни. Робота над самою грою почалася в листопаді 2013 року. Хоча відділ розробки GSC Game World тимчасово закрився, фактично робота над іграми не припинялася.
Розробники ставили на меті відтворити естетику оригінальної серії, а ігровою механікою та наповненням гра описувалася подібною на «Козаки: Знову війна». Такий хід пояснювався складнішим та цікавішим ігровим процесом першої гри серії та тим, що від її виходу вже виросло нове покоління, незнайоме з ранніми «Козаками». Додатково відеоігри жанру RTS про часовий проміжок  XVII-XVIII століть рідкісні. В них поєднуються холодна зброя і вогнепальна, що надає багатий вибір тактики і стратегії. Періодично на сайті публікувалися матеріали про ігровий процес, анімації бойових одиниць. Задля демонстрації вдосконалень місця першої гри відтворювалися на рушієві «Козаків 3».
У 2017 у Європі стала популярною гра Finding Bigfoot, від Cyber Light Game Studio. Розробка гри почалася в лютому 2015. 2 червня 2016 було презентовано двох персонажів — Брайана і Теда, а також локації. 15 червня вийшов перший трейлер гри. 11 липня почалось голосування за потрапляння гри у Steam, яке гра пройшла 26 липня. 30 серпня було оголошено набір на тест гри. 12 вересня було змінено деяких персонажів. 21 вересня, у процесі бета-тесту було додано велику кількість нового контенту, у версії 1.0.2. 31 січня бета-тест було завершено і гра стала доступною для придбання у Steam, на версії 1.1.0.

### Російсько-українська війна (повномасштабне вторгнення)
Широке вторгнення Росії в Україну, що почалося 24 лютого 2022 року, завдало суттєвого удару по українській відеоігровій індустрії. Офіси та співробітники головних студій опинилися в смертельній небезпеці, що зумовило виїзд частини розробників за кордон. Такі студії, як GSC Game World, Frogwares, Gameloft продовжили роботу, хоча і в сповільненому темпі. Вторгнення спонукало розірвати зв'язки з російськими аутсорсерами.
В цей час пожвавилася локалізація ігор українською мовою. Значною мірою локалізації виконуються ентузіастами, але також вийшла низка офіційних локалізацій великих ігор: Darkest Dungeon II, Lords of the Fallen, Sherlock Holmes: The Awakened, Alan Wake 2, Baldur's Gate 3, Cyberpunk 2077 та інші. Водночас деякі розробники перестали перекладати свої ігри російською.

## Статистика
Станом на 2018 рік 84 % компаній що розробляють відеоігри створюють мобільні ігри для iOS і Android. Більше 50 % створюють або планують створювати ігри для VR / AR-пристроїв. Середня зарплата геймдев-розробника в Україні — $ 1375. Згідно з дослідженням, найпопулярнішою платформою для розробки ігор залишається Unity (69 %). Наймасовіші жанри — Action (40 %) і пригодницька відеогра (42 %). Всього в розробці відеоігор працює близько 20 000 чоловік. 75 % офісів компаній знаходяться в Україні. Майже 90 % компаній розвиваються на власні кошти. Аудиторія ігор, які створюють українські розробники, становить понад 770 млн користувачів. Найбільша аудиторія у гігантів — Plarium, Ubisoft та Wargaming.

## Відеоігри

### AAA та AA відеоігри
| Назва                                         | Розробник                          | Рік       | Платформа                                                                         |
| --------------------------------------------- | ---------------------------------- | --------- | --------------------------------------------------------------------------------- |
| Admiral: Sea Battles                          | Меридиан'93 (Луганськ)             | 1996      | Microsoft Windows                                                                 |
| Carnivores                                    | Action Forms (Київ)                | 1998      | Microsoft Windows                                                                 |
| Ancient Conquest                              | Меридиан'93 (Луганськ)             | 1999      | Microsoft Windows                                                                 |
| Козаки: Європейські війни                     | GSC Game World (Київ)              | 2001      | Microsoft Windows                                                                 |
| Venom. Codename: Outbreak                     | GSC Game World (Київ)              | 2001      | Microsoft Windows                                                                 |
| Sherlock Holmes: Mystery of the Mummy         | Frogwares (Київ)                   | 2002      | Microsoft Windows, Nintendo DS                                                    |
| Козаки: Знову війна                           | GSC Game World (Київ)              | 2002      | Microsoft Windows                                                                 |
| American Conquest                             | GSC Game World (Київ)              | 2002      | Microsoft Windows                                                                 |
| FireStarter                                   | GSC Game World (Київ)              | 2003      | Microsoft Windows                                                                 |
| У тилу ворога                                 | Best Way (Сєвєродонецьк)           | 2004      | Microsoft Windows                                                                 |
| Sherlock Holmes: Secret of the Silver Earring | Frogwares (Київ)                   | 2004      | Microsoft Windows                                                                 |
| Олександр                                     | GSC Game World (Київ)              | 2004      | Microsoft Windows                                                                 |
| Козаки 2: Наполеонівські війни                | GSC Game World (Київ)              | 2005      | Microsoft Windows                                                                 |
| Xenus. Точка кипіння                          | Deep Shadows                       | 2005      | Microsoft Windows                                                                 |
| Вівісектор: Звір усередині                    | Action Forms (Київ)                | 2005      | Microsoft Windows                                                                 |
| Козаки 2: Битва за Європу                     | GSC Game World (Київ)              | 2006      | Microsoft Windows                                                                 |
| У тилу ворога 2                               | Best Way (Сєвєродонецьк)           | 2006      | Microsoft Windows                                                                 |
| Герої знищених імперій                        | GSC Game World (Київ)              | 2006      | Microsoft Windows                                                                 |
| Sherlock Holmes: The Awakend (2007)           | Frogwares (Київ)                   | 2007      | Microsoft Windows                                                                 |
| S.T.A.L.K.E.R.: Тінь Чорнобиля                | GSC Game World (Київ)              | 2007      | Microsoft Windows                                                                 |
| Sherlock Holmes versus Arséne Lupin           | Frogwares (Київ)                   | 2008      | Microsoft Windows                                                                 |
| S.T.A.L.K.E.R.: Чисте небо                    | GSC Game World (Київ)              | 2008      | Microsoft Windows                                                                 |
| Xenus 2: Біле Золото                          | Deep Shadows (Київ)                | 2008      | Microsoft Windows                                                                 |
| Анабіоз: Сон розуму                           | Action Forms (Київ)                | 2008      | Microsoft Windows                                                                 |
| Collapse                                      | Creoteam (Київ)                    | 2008      | Microsoft Windows                                                                 |
| Sherlock Holmes vs. Jack the Ripper           | Frogwares (Київ)                   | 2009      | Microsoft Windows, Xbox 360                                                       |
| S.T.A.L.K.E.R.: Поклик Прип'яті               | GSC Game World (Київ)              | 2009      | Microsoft Windows                                                                 |
| Metro 2033                                    | 4A Games (Київ)                    | 2010      | Microsoft Windows, Xbox 360                                                       |
| Collapse: The Rage                            | Creoteam (Київ)                    | 2010      | Microsoft Windows                                                                 |
| The Testament of Sherlock Holmes              | Frogwares (Київ)                   | 2012      | Microsoft Windows, PlayStation 3, Xbox 360                                        |
| Metro: Last Light                             | 4A Games (Київ)                    | 2013      | Microsoft Windows, OS X, Linux, PlayStation 3 та 4, Xbox 360 та One               |
| Sherlock Holmes: Crimes & Punishments         | Frogwares (Київ)                   | 2014      | Microsoft Windows, PlayStation 3 та 4, Xbox 360 та One                            |
| Survarium                                     | Vostok Games (Київ)                | 2015      | Microsoft Windows                                                                 |
| Cradle                                        | Flying Cafe for Semianimals (Київ) | 2015      | Microsoft Windows, Linux, SteamOS                                                 |
| Sherlock Holmes: The Devil's Daugther         | Frogwares (Київ)                   | 2016      | Microsoft Windows, PlayStation 4, Xbox One                                        |
| We Are The Dwarves                            | Whale Rock Games                   | 2016      | Microsoft Windows, PlayStation 4, Xbox One                                        |
| Козаки 3                                      | GSC Game World (Київ)              | 2016      | Microsoft Windows                                                                 |
| Finding Bigfoot                               | Cyber Light Game Studio (Київ)     | 2017      | Microsoft Windows                                                                 |
| Вибач, Джеймсе                                | Konstructors Entertainment (Львів) | 2017      | Microsoft Windows                                                                 |
| Cliff Empire                                  | Lion's Shade (Львів)               | 2018-2019 | Microsoft Windows                                                                 |
| Metro Exodus                                  | 4A Games (Київ)                    | 2019      | Microsoft Windows, PlayStation 4, Xbox One                                        |
| The Sinking City                              | Frogwares (Київ)                   | 2019      | Microsoft Windows, PlayStation 4, Xbox One, Nintendo Switch                       |
| Острів                                        | yevhen8 (Харків)                   | 2020      | Microsoft Windows                                                                 |
| Sherlock Holmes: Chapter One                  | Frogwares (Київ)                   | 2021      | Microsoft Windows, PlayStation 4 та 5, Xbox One та Series X                       |
| Sherlock Holmes: The Awakened (2023)          | Frogwares (Київ)                   | 2023      | Microsoft Windows, macOS, PlayStation 4 та 5, Xbox One та Series, Nintendo Switch |
| S.T.A.L.K.E.R. 2                              | GSC Game World (Київ)              | 2024      | Microsoft Windows, Xbox Series                                                    |

### Інді-ігри
| Назва                               | Розробник                  | Рік  | Платформа              |
| ----------------------------------- | -------------------------- | ---- | ---------------------- |
| Leaping Cat                         | KrapkaSoft (Київ)          | 2022 | Android                |
| Leaping Cat 2 - Smooth Dark         | KrapkaSoft (Київ)          | 2023 | Android                |
| Destructure: Among Debris           | Team Instant Defeat(Львів) | 2022 | PC                     |
| Through the Nightmares (в розробці) | SandmanTeam                | 2022 | PC                     |
| Erra: Exordium (в розробці)         | Fair Pixel                 | 2022 | PC                     |
| Density Limit                       | NightCat Studios           | 2023 | Персональний комп'ютер |